# Quinton, West Midlands
Quinton är en stadsdel i Birmingham, i distriktet Birmingham, i grevskapet West Midlands, i England. Ridgacre/Quinton var en civil parish från 1866 till 1912 då den blev en del av Birmingham. Denna civil parish hade 1 120 invånare år 1911. Denna ward hade 21 377 invånare år 2021.